# دربند، خیبر پختونخوا
دربند (به انگلیسی: Darband) یک شهرک در پاکستان است که در ناحیه مانسهره واقع شده‌است.